# 永瀬貴規
永瀬 貴規（ながせ たかのり、1993年10月14日 - ）は、長崎県長崎市出身の日本の柔道家。階級は81kg級。身長182cm。組み手は右組み。段位は五段を取得。得意技は内股、足技。2021年開催の東京オリンピック柔道ならびに2024年開催のパリオリンピック柔道の男子81kg級金メダリスト（五輪同階級での史上初の連覇達成）。
2024年現在、旭化成に所属。

## 経歴
柔道は6歳の時に、世界選手権の中量級で2位になった永瀬の大叔父にあたる平尾勝司が師範を務める養心会で兄とともに始めた。兄弟は他に姉がいる。小学校高学年になると修喩館にも通うようになった。長崎大学教育学部附属小学校5年の時には全国小学生学年別柔道大会の40kg級に出場するが、栃木県代表の髙藤直寿に敗れて5位だった。6年の時には45kg級に出場するが、再び髙藤に敗れてベスト16止まりだった。なお、小学生当時から会場で兄や上級生の試合を熱心に観戦したり、テレビ放映された柔道大会を録画して技を覚えていくなど研究熱心な姿勢を見せていた。また、両親からは大会で負けても決して叱られることはなかったという。長崎大学教育学部附属中学校3年の時には全国中学校柔道大会の66kg級に出場するも、舞鶴中学3年の竪山将に判定で敗れて5位だった。
柔道部監督の松本太一に「オレと一緒に日本一になろう」と熱心な勧誘を受けて長崎日大高校に進学すると、早くも1年の時には高校選手権の81kg級で優勝を飾った。2年の時にはインターハイの個人戦と団体戦でともに5位にとどまった。3年の時には8月のインターハイで優勝を果たした。9月の全日本ジュニアでは決勝で天理大学1年の丸山剛毅に内股すかしで敗れて2位だったが、11月の講道館杯では高校生ながら3位となった。12月のエクサンプロヴァンスジュニア国際では優勝を飾った。なお、中学高校時代の永瀬は他のヨーグルトより酸味が少なくタンパク質が豊富なカスピ海ヨーグルトを毎日食していたという。
2012年には筑波大学に進学すると、1年の時には全日本ジュニアとアジアジュニアでともに優勝を飾った。2年の時にはロシアのカザニで開催されたユニバーシアードに出場すると、決勝でウズベキスタンのヤヒョー・イマモフを大外刈の技ありで破って優勝を果たした。また、団体戦でも優勝を飾った。11月の学生体重別団体ではチームの優勝に貢献すると、続く講道館杯でも初優勝を飾った。グランドスラム・東京に出場した時点では世界ランキングが126位に過ぎなかったにもかかわらず、準々決勝で世界2位であるグルジアのアブタンディル・チリキシビリを足車で破ると、準決勝ではロンドンオリンピック5位であるパーク24の中井貴裕を合技で破り、決勝でも世界チャンピオンのフランスのロイク・ピエトリを足車で破って5試合オール一本勝ちで優勝を飾った。これにより、世界ランキングが一挙に23位にまで上昇した。2014年2月のグランドスラム・パリでは、準々決勝でチリキシビリの前に指導3で敗れて3位にとどまった。
3年の時には4月の体重別決勝でJRAの長島啓太を指導3で破って今大会初優勝を飾り、世界選手権代表に選ばれた。続く全日本選手権では、2回戦で体重別100kg級優勝の熊代佑輔を小外刈、準々決勝で体重別90kg級優勝の吉田優也を指導2、準々決勝で元チャンピオンで100kg超級の高橋和彦を有効で破る健闘を見せた。準決勝では東海大学4年の王子谷剛志に開始早々に合技で敗れたものの、81kg級の選手ながら3位入賞を果たした。8月の世界選手権では準々決勝でチリキシビリに指導3で敗れると、その後の3位決定戦でもピエトリに技ありで敗れて5位に終わった。世界団体では、準決勝のグルジア戦で世界王者となったチリキシビリと再戦して、GSの末に内股で有効を奪ってチームの勝利を決定付けると、決勝では地元ロシアの選手に大内刈で一本勝ちして、チームの優勝に貢献した。12月のグランドスラム・東京では、準々決勝でオリンピックチャンピオンである韓国の金宰範を技ありで破ると、準決勝では世界チャンピオンであるチリキシビリを小外掛で昨年に続いて一本勝ち、決勝ではUAEのセルジュ・トマをゴールデンスコアに入ってから指導3で破って今大会2連覇を達成した。2015年2月にはグランプリ・デュッセルドルフに出場するものの、初戦でベラルーシの選手に背負投で一本負けを喫した。
4年の時には4月の体重別決勝で長島を指導3で破って2連覇を果たして、世界選手権代表に選ばれた。5月のワールドマスターズでは決勝でロシアのイワン・ニフォントフを崩上四方固で破り初優勝を飾った。6月の全日本学生柔道優勝大会では大会8連覇を狙った東海大学と決勝で対戦すると、代表戦において100kg級のウルフ・アロンを指導2で破り、筑波大学を国公立大学として初めてとなる優勝へ導いた。8月の世界選手権では準決勝でチリキシビリを有効で破ると、決勝ではピエトリを崩上四方固で一本勝ちして優勝を飾った。日本選手がこの階級で優勝するのは初めてのこととなった（前身の階級である78kg級を含めると、1995年の世界選手権で古賀稔彦が優勝して以来20年ぶりになる）。世界団体では決勝で勝利するなどしてチームの優勝に貢献した。10月の学生体重別団体では準々決勝で東海大学と対戦して引き分けると、チームも敗れて5位にとどまった。12月のグランドスラム・東京では準決勝で韓国のイ・スンスと対戦すると、指導1でリードした中盤に内股を仕掛けたが跨れたために股間の下に入り込んだ左手が相手の帯の外に出た上裾を掴んだ状態から、相手を掬い投げのように勢いよく投げた。帯の中に入った上裾を掴むのは反則負けの対象となる「脚掴み」の反則だが帯の外で出た上裾を掴むのは「脚掴み」の反則ではなく直ちに投げれば指導にもならなかった。しかしながら、それがスコアにならないどころか脚掴みの反則負けと見なされて3位に終わり、今大会3連覇とはならなかった。監督の井上康生はジュリーに対して、一連の攻撃では下半身に触れておらずルール上反則にならないと猛然と抗議した。ビデオで何度もチェックし直すと、下半身には触れていなかったことが明らかになったために、審判側は誤審を認めて謝罪した。だが結局判定が覆ることはなく、永瀬の指導にあたる筑波大学総監督の岡田弘隆は「主審は仕方がない。ビデオでチェックするジュリー（審判委員）の知識と理解が足りなかった。ちょっとレベルを疑います」とコメントした。サンケイスポーツ、朝日新聞の翌日の報道、東京スポーツの3日後の報道では下半身に触れたかどうかはとりあげているが、上裾の帯からの内外の問題についてはふれられなかった。
2016年4月からは旭化成の所属となった。選抜体重別では決勝でJRAの長島を技ありで破って今大会3連覇を飾り、2016年リオデジャネイロオリンピック代表に選出された。代表決定後の会見で永瀬は「何が何でも金メダルを取りたい。相手が嫌がるような柔道をします」とコメントした。5月のグランドスラム・バクーでは準決勝で世界ジュニアチャンピオンであるオランダのフランク・デ・ウィットと対戦して技ありを先取されるも終了間際に技ありを取り返し、GSに入ってから指導を取って逆転勝ちすると、決勝ではブルガリアのイバイロ・イバノフを小外刈で破って優勝を飾った。8月のリオデジャネイロオリンピックでは初戦となる2回戦でハンガリーのラスロ・チョクニャイを有効、3回戦でポール・キビカイを合技でそれぞれ破るも準々決勝でUAEのセルジュ・トマに袖釣込腰の有効で敗れた。敗者復活戦ではカナダのアントワーヌ・ヴァロワ＝フォルティエを大外刈で破ると、3位決定戦では宿敵のアブタンディル・チリキシビリを有効で破って3位になったものの、笑顔なき銅メダルとなった。12月のグランドスラム・東京では決勝でドイツのドミニク・レッセルを縦四方固で破って2年ぶり3度目の優勝を果たした。2016年度の世界ランキングが1位だったために、IJFよりボーナスとして5万ドル（約565万円）が贈呈された。
2017年4月の体重別では決勝で了徳寺学園職員の渡邉勇人をGSに入ってから内股の技ありで破って今大会4連覇を飾り、世界選手権代表に選出された。8月の世界選手権では4回戦でウズベキスタンのダブラト・ボボノフと対戦するも、先月負傷した右膝のケガを再発してしまったことにより自分の柔道ができず劣勢となり反則負けを喫して、今大会2連覇はならなかった。帰国後の検査で右膝の内側側副靭帯（MCL）と前十字靭帯損傷（ACL）が判明した。手術するかは暫く様子を見てから決めることになった。
2018年8月には1年ぶりの復帰戦となった実業個人選手権に出場するも、決勝でパーク24の丸山剛毅に内股で敗れて2位だった。11月の講道館杯では初戦で自衛隊体育学校の春山友紀にGSに入ってから反則負けを喫した。しかしながら、実績でグランドスラム・大阪の代表には選ばれた。11月のグランドスラム・大阪では準々決勝でポルトガルのアンリ・エグチゼに合技で敗れるも、敗者復活戦を勝ち上がって3位になった。
2019年3月のグランドスラム・エカテリンブルグでは準々決勝でリオデジャネイロオリンピック金メダリストである地元ロシアのハサン・ハルムルザエフを8分以上の戦いの末に技あり、準決勝でオランダのフランク・デヴィットを大内刈でそれぞれ破るも、決勝でイスラエルのサギ・ムキに終了間際に技ありを取られて2位にとどまった。4月の体重別では準決勝で日体大3年の藤原崇太郎を技ありで破ると、決勝で自衛隊体育学校の佐藤正大をGSに入ってから支釣込足で破って、今大会2年ぶり5度目の優勝を飾った。7月のグランプリ・モントリオールでは準々決勝で元世界チャンピオンで寝技の名手として知られるドイツのアレクサンダー・ヴィーツェルツァックを8分以上の戦いの末に腕挫十字固で破ると、準決勝ではヨーロッパチャンピオンであるベルギーのマティアス・カスを体落で破った。決勝では地元カナダのヴァロア＝フォルティエを内股で破るなど全て一本勝ちして優勝した。続くグランプリ・ザグレブでは3回戦で世界3位であるトルコのヴェダト・アルバイラクを技ありで破るなどして決勝まで進むと、グランプリ・モントリオールに続いてヴァロア＝フォルティエを足車で破って優勝した。10月のグランドスラム・ブラジリアでは決勝でアルバイラクに反則勝ちして優勝した。11月のグランドスラム・大阪では準決勝で国士館大学3年の友清光を体落で破ると、決勝では藤原に反則勝ちして優勝した。
2020年2月のグランドスラム・デュッセルドルフでは初戦で世界ジュニア3位であり、今大会優勝したジョージアのタト・グリガラシビリに終了間際に裏投げで技ありを取られて敗れた。しかしながら、その後に開かれた強化委員会で強化委員全員の満場一致により、東京オリンピック代表が内定した。2番手選手とのこれまでの成績差が歴然だと強化委員の3分の2以上によって判断された場合は東京オリンピック代表が内定することになっていた。代表内定となった永瀬は、「リオ五輪が終わってから挫折を経験した。（その経験は）4年前にはなかったもので、今は自分の力になっている。東京では強い柔道を見せたい」と決意を語った。3月にはコロナウイルスの影響により東京オリンピックの開催が1年ほど延期されることになった事態に対して、「東京五輪の開催が延期になっても、自分の志す目標に変わりはないので、日々の稽古とトレーニングに邁進するのみです」とコメントした。5月に全柔連は常務理事会と強化委員会を開いて、1年延期になった東京オリンピックでは2月に決まっていた代表内定選手の権利を維持する方針を確認した。内定選手は激越な代表選考をすでに経ているとしたうえで、国際大会の再開が今だ不透明で再選考が容易でないことを最大の理由に挙げている。一方で強化委員長の金野潤は、「現場の監督、コーチが現内定選手で闘う自信をしっかり持っていることが一番の決め手」だと説明した。その後、全柔連の全理事と監事の承認を得て、代表内定選手の維持が正式に決まった。9月には1年延期された東京オリンピックについて、「開催されると信じて、今やれる稽古やトレーニングに励んでいる。日本代表として金メダル獲得は使命。絶対に取りたい」とコメントした。また、元サッカー日本代表だった内田篤人の著書である「僕は自分が見たことしか信じない」を読み、「信念を貫き通す姿」に感銘を覚えたという。
1年ぶりの試合となった2021年3月のグランドスラム・タシケントでは、準決勝でイタリアのクリスティアン・パルラティに大内刈で敗れるも、3位決定戦でブルガリアのイヴァイロ・イヴァノフを大内刈で破って3位になった。7月に日本武道館で開催された東京オリンピックでは3回戦でパルラティを足車で破ると、準々決勝でレッセルを技あり、準決勝でも世界チャンピオンとなったカスを技ありで破った。決勝ではモンゴルのサイード・モラエイと初対戦となるも、GSに入ってから足車による技ありで破ってオリンピック初優勝を飾り、シドニーオリンピックの瀧本誠以来21年ぶりにこの階級に金メダルをもたらした。優勝後のインタビューで次のように語った。「ついに表彰台の一番高い景色を眺められた。この5年はつらい時間だったが、今日でそれが報われた。あの経験（リオ五輪銅メダル）があって良かった」「日本代表であれば金メダルが使命。それが自分の役目でもある」。東京オリンピック混合団体では銀メダルだったが、選手登録されていただけで、実際の試合には一度も出場しなかった。同年、紫綬褒章受章。東京オリンピック柔道男子81kg級において金メダルを獲得した功績をたたえ、2021年11月18日、茨城県つくば市の母校・筑波大学内郵便局前に記念のゴールドポスト（第12号）が設置された（ゴールドポストプロジェクト）。
2022年4月の体重別では準決勝でパーク24の小原拳哉を技ありで破ると、決勝では藤原を大外刈で破って、今大会3年ぶり6度目の優勝を果たすとともに世界選手権代表にも選出された。5月の実業団体ではチームの優勝に貢献した。6月のグランドスラム・ウランバートルでは準々決勝で韓国の無名選手である李俊奐に技ありで敗れるも、その後の敗者復活戦を勝ち上がって3位になった。10月の世界選手権では準々決勝でグリガラシビリに反則負けを喫したが、その後の3位決定戦で藤原に反則勝ちして3位となった。12月のグランドスラム・東京では準決勝で大学の後輩である総合警備保障の佐々木健志を内股で破るも、決勝では今まで負けたことのなかった小原に技ありで敗れて2位にとどまった。その後の強化委員会で2番手以下との差が認められたため、2023年の世界選手権代表に決まった。
2023年5月の世界選手権では準々決勝で李俊奐に技ありで敗れた。その後の敗者復活戦でオーストリアのヴァヒド・ボルチャシビリを大外刈で破ると、3位決定戦ではイスラエルのサギ・ムキを崩袈裟固で破って3位になった。8月のワールドマスターズでは準々決勝でブラジルのギリェルメ・シミットに反則負けを喫するも、その後の3位決定戦でモラエイを大外刈で破り3位になった。同じく8月には世界選手権2年連続3位などの実績で2番手以下に差を付けたと評価されて、パリオリンピックの代表に内定した。なお、一部の強化委員から現時点での内定は時期尚早との意見も出されたことで投票になったが、賛成17、反対6により代表が決まった。記者会見では、「早く内定をいただけてうれしい。金メダルを取るという強い覚悟が生まれた。時間を大切にしていく」「当日にピークを持っていくために（時間を）注げることはありがたいこと。逆算して何をするか相談して決めていく」と語った。12月のグランドスラム・東京では3回戦でアゼルバイジャンのゼリム・ツカエフに反則負けを喫した。
2024年3月のグランドスラム・タシケントでは準決勝でカスに反則負けを喫するも、3位決定戦でカザフスタンのアビライハン・ジュバナザルに反則勝ちして3位になった。続くグランドスラム・アンタルヤでは決勝でカナダのフランソワ・ゴーチエ・ドラポーに反則勝ちして優勝した。
2024年7月に迎えたパリオリンピックでは準々決勝でカスを技ありで破ると、決勝では世界選手権3連覇を果たしたグリガラシビリを小外刈で破り、東京オリンピックに続くオリンピック2連覇を成し遂げた。パリオリンピック混合団体では準々決勝のセルビア戦のみに出場して90㎏級のネマニャ・マイドフを破るが、その後チームは敗れて2位だった。
2024年8月、長崎県は永瀬に県民栄誉賞特別賞を贈ることを決定した。
同年11月、紫綬褒章飾版を受章した。
オリンピック以来の大会となった2025年4月の体重別では初戦でJESエレベーターの竹市大祐に送襟絞で失神負けを喫した。落とされて敗れたのは今回が初めてだという。しかし、これまでの実績から世界選手権代表に選ばれた。5月のグランドスラム・アスタナでは決勝で李俊奐に背負投で敗れて2位だった。6月の世界選手権では初戦でウズベキスタンのアルスロンベク・トジエフに反則負けを喫した。

## 世界ランキング
IJF世界ランキングは4730ポイント獲得で4位(25/6/2現在)。
- 世界ランキングの年度別変遷

|      | 2013年 | 2014年 | 2015年 | 2016年 | 2017年 | 2018年 | 2019年 | 2020年 | 2021年 | 2022年 | 2023年 | 2024年 |
| ---- | ------ | ------ | ------ | ------ | ------ | ------ | ------ | ------ | ------ | ------ | ------ | ------ |
| 順位 | 23     | 10     | 2      | 1      | 29     | 151    | 7      | 12     | 12     | 9      | 13     | 4      |

(出典、JudoInside.com)

## 戦績
- 2004年 -　全国小学生学年別柔道大会 40kg級 5位
- 2008年 -　全国中学校柔道大会 66kg級 5位

以降は81kg級での戦績
- 2010年 -　高校選手権 優勝
- 2010年 -　インターハイ 個人戦 5位 団体戦 5位
- 2011年 -　韓国ジュニア国際 優勝
- 2011年 -　インターハイ 優勝
- 2011年 -　全日本ジュニア 2位
- 2011年 -　講道館杯 3位
- 2012年 -　エクサンプロヴァンスジュニア国際 優勝
- 2012年 -　ブレーメンジュニア国際 優勝
- 2012年 -　全日本学生柔道優勝大会 5位
- 2012年 -　ドイツジュニア国際 優勝
- 2012年 -　全日本ジュニア 優勝
- 2012年 - アジアジュニア 優勝
- 2012年 -　体重別団体 2位
- 2013年 -　ヨーロッパオープン・トビリシ 2位
- 2013年 - ユニバーシアード 個人戦 優勝 団体戦 優勝
- 2013年 - 学生体重別 2位
- 2013年 -　学生体重別団体 優勝
- 2013年 -　講道館杯 優勝
- 2013年 -　グランドスラム・東京 優勝
- 2014年 -　グランドスラム・パリ 3位
- 2014年 -　選抜体重別 優勝
- 2014年 -　全日本選手権 3位
- 2014年 -　全日本学生柔道優勝大会 3位
- 2014年 - 世界選手権 5位
- 2014年 -　世界団体 優勝
- 2014年 -　グランドスラム・東京 優勝
- 2015年 -　選抜体重別 優勝
- 2015年 - ワールドマスターズ 優勝
- 2015年 -　全日本学生柔道優勝大会 優勝
- 2015年 - 世界選手権 優勝
- 2015年 - 世界団体 優勝
- 2015年 -　学生体重別団体 5位
- 2015年 -　グランドスラム・東京 3位
- 2016年 -　選抜体重別 優勝
- 2016年 -　グランドスラム・バクー 優勝
- 2016年 - リオデジャネイロオリンピック 3位
- 2016年 -　グランドスラム・東京 優勝
- 2017年 -　選抜体重別 優勝
- 2017年 - 実業団体 2位
- 2018年 - 実業個人選手権 2位
- 2018年 -　グランドスラム・大阪 3位
- 2019年 - グランドスラム・エカテリンブルグ 2位
- 2019年 -　選抜体重別 優勝
- 2019年 - グランプリ・モントリオール 優勝
- 2019年 - グランプリ・ザグレブ 優勝
- 2019年 -　グランドスラム・ブラジリア 優勝
- 2019年 -　グランドスラム・大阪 優勝
- 2021年 -　グランドスラム・タシケント 3位
- 2021年 -　東京オリンピック 優勝
- 2021年 -　東京オリンピック混合団体 2位
- 2022年 -　選抜体重別 優勝
- 2022年 -　実業団体 優勝
- 2022年 -　グランドスラム・ウランバートル 3位
- 2022年 -　世界選手権 3位
- 2022年 -　グランドスラム・東京 2位
- 2023年 -　世界選手権　3位
- 2023年 -　ワールドマスターズ　3位
- 2024年 -　グランドスラム・タシケント　3位
- 2024年 -　グランドスラム・アンタルヤ　優勝
- 2024年 -　パリオリンピック 優勝
- 2024年 -  パリオリンピック混合団体 2位
- 2025年 -　グランドスラム・アスタナ 2位

（出典、JudoInside.com）

## 有力選手との対戦成績
(2025年12月現在)
| 国籍                 | 選手名                               | 内容   |
| -------------------- | ------------------------------------ | ------ |
| ジョージア (国)の旗  | アブタンディル・チリキシビリ         | 5勝2敗 |
| フランスの旗         | ロイク・ピエトリ                     | 2勝1敗 |
| アラブ首長国連邦の旗 | セルジュ・トマ                       | 2勝1敗 |
| カナダの旗           | アントワーヌ・ヴァロア＝フォルティエ | 5勝    |
| ロシアの旗           | イワン・ニフォントフ                 | 2勝    |
| ブルガリアの旗       | イバイロ・イバノフ                   | 2勝    |
| 大韓民国の旗         | 金宰範                               | 1勝    |

(参考資料：ベースボール・マガジン社発行の近代柔道バックナンバー、JudoInside.com等)